# TCDD DE24000
TCDD DE 24000 — серія тепловозів, використовуваних державною компанією Турецька залізниця. Всього було побудовано 218 екземплярів, які були виготовлені в 1970-1984 роках компанією TÜLOMSAŞ по ліцензії французької компанії Matériel de traction électrique (MTE). Тепловози цієї серії сформували основу дизелізації Турецьких залізниць в 1970-х роках і є наймасовішими в історії Турецької залізниці, на 2020 рік використовується більш ніж 150 екземплярів. Локомотиви мають потужність 2160 кінських сил і в змозі розвивати швидкість до 120 км/год. Вага локомотива становить 111 тонн при довжині 19 040 мм. 

## Історія
У 1970-х роках державна компанія Турецька залізниця вирішила замінити наявні 800 паровозів дизельними тепловозами. Це завдання виявилося досить трудомістким і витратним — воно зажадало постачання в Туреччину понад 400 дизельних двигунів з-за кордону.
15 лютого 1968 року Турецька залізниця і MTE підписали угоду про постачання до Туреччини самих моделей DE 24000 і запчастин для них французького виробництва. Решта моделей цих тепловозів були побудовані турецькою компанією TÜLOMSAŞ. Сьогодні лише вони все ще знаходяться в робочому стані й продовжують виконувати пасажирські залізничні перевезення.
Локомотиви були рекордсменами за рівнем швидкості пересування аж до 2004 року. Потяги цієї моделі в більшості випадків випереджали час прибуття на станцію зазначену в розкладі приблизно на 10%. Однак, після аварії на поїзді Памукова, в якій загинула 41 людина і ще 89 осіб були поранені практика використання швидкості яка б перевищувала 120 км/год була заборонена.